# Linden (Stadtmitte)
(an der) Linden, auch Linde oder Linder Gut genannt, ist ein untergegangener Wohnplatz und eine Hofstelle auf dem Gebiet des heutigen Stadtteils Stadtmitte in der Stadt Bergisch Gladbach im Rheinisch-Bergischen Kreis.

## Lage und Beschreibung
Linden (mundartlich an de Leng) war eine alte Hofstelle am Schlöm gegenüber dem Gasthaus zum löstijen Dreck. Bis etwa 1890 stand dort ein Fachwerkhaus, vor dem eine Linde mit Holzkreuz stand. Sie wurde 1582 erstmalig erwähnt.

## Geschichte
Aus Carl Friedrich von Wiebekings Charte des Herzogthums Berg 1789 geht hervor, dass Linden zu dieser Zeit Teil der Honschaft Gladbach im gleichnamigen Kirchspiel war.
Unter der französischen Verwaltung zwischen 1806 und 1813 wurde das Amt Porz aufgelöst und Kamp wurde politisch der Mairie Gladbach im Kanton Bensberg zugeordnet. 1816 wandelten die Preußen die Mairie zur Bürgermeisterei Gladbach im Kreis Mülheim am Rhein. Mit der Rheinischen Städteordnung wurde Gladbach 1856 Stadt, die dann 1863 den Zusatz Bergisch bekam.
| Jahr | Einwohner | Wohn- gebäude | Kategorie |
| ---- | --------- | ------------- | --------- |
| 1822 | 27        |               | Hofstelle |
| 1830 | 36        |               | Hofstelle |
| 1845 | 16        | 2             | Hofstelle |
| 1885 | 10        | 2             | Wohnplatz |

In späteren Verzeichnissen ist er nicht mehr eigenständig aufgeführt.